# Михаленино (Нижегородская область)
Михаленино — деревня в Варнавинском районе Нижегородской области. Административный центр Михаленинского сельсовета.

## География
Деревня находится на правом берегу реки Лапшанга, в месте её впадения в Ветлугу.

### Часовой пояс
Деревня Михаленино, как и вся Нижегородская область, находится в часовой зоне МСК (московское время). Смещение применяемого времени относительно UTC составляет +3:00.

## Население
| 1999 | 2002 | 2010 |
| ---- | ---- | ---- |
| 421  | ↘344 | ↘323 |

## Улицы
| - ул. Молодёжная, - ул. Нагорная, - ул. Перова, | - ул. Полевая, - ул. Школьная, - ул. Юбилейная. |